# Agatha and the Curse of Ishtar
Agatha and the Curse of Ishtar es una película dramática televisiva británica de historia alternativa de 2019 sobre la escritora de crímenes Agatha Christie que se ve envuelta en un caso de asesinato en la vida real durante un viaje a una excavación arqueológica en Irak después de su divorcio. La película se estrenó en Channel 5 en el Reino Unido el 15 de diciembre de 2019. El rodaje tuvo lugar en Malta y fue dirigido por Sam Yates.  Agatha and the Curse of Ishtar se estrenó en los Estados Unidos por PBS el 18 de mayo de 2021.

## Sinopsis
En 1928, tras su divorcio y luchando por la fama y el éxito, Agatha Christie viaja a Irak y queda atrapada en una red de asesinatos, intrigas y amor. Dos años después del drama público provocado por su desaparición de 11 días, Agatha llega a Bagdad en busca de cultura y paz. En lugar de eso, encuentra a un joven y atractivo arqueólogo con una herida de bala, y la famosa escritora de crímenes debe desentrañar una serie de misteriosos asesinatos.

## Reparto
- Lyndsey Marshal como Agatha Christie
- Jonah Hauer-King como Max Mallowan
- Stanley Townsend como Sir Constance Bernard
- Jack Deam como Leonard Woolley
- Katherine Kingsley como Katharine Woolley
- Waj Ali como Ezequiel
- Rory Fleck Byrne como Marmaduke
- Bronagh Waugh como Lucy Bernard[3]
- Crystal Clarke como Pearl Theroux
- Liran Nathan como Faisal
- Walles Hamonde como Ahkam
- Waleed Elgadi como Doctor El-Memar
- Daniel Gosling como Hugo

## Producción
La película fue creada por el equipo formado por marido y mujer, Tom y Emily Dalton, quienes también crearon Agatha and the Truth of Murder, que fue el programa festivo más visto de Channel 5 en 2018. Esta se rodó en Malta, seguida de Agatha and the Midnight Murders.